# Бойл, Джеймс (епископ)
Джеймс Бойл (англ. James Boyle; 9 августа 1885 года, Merland, Новая Шотландия, Канада — 3 июня 1954 года, Лондон, Англия) — восьмой епископ Шарлоттауна с 18 марта 1944 года по 3 июня 1954 года.

## Биография
Окончил Университет Святого Франциска Ксаверия в Антигонише. В течение двух лет преподавал в местной школе, затем обучался в Лувенском университете и Риме. 17 мая 1913 года кардинал-дьякон Базилио Помпили рукоположил его в священники для служения в епархии Антигониша. Возвратившись в Канаду, преподавал последующие восемь лет в Университете Святого Франциска Ксаверия. Продолжил своё обучение в Колумбийском университете в Нью-Йорке, где изучал английскую литературу, где получил научную степень магистра филологии. С 1922 по 1938 года — настоятель прихода в Гавр-Буше, с 1938 по 1944 года — настоятель прихода Иисуса Искупителя в Сиднее, графство Антигониш.
18 марта 1944 года римский папа Пий XII назначил его епископом Шарлоттауна. 6 года июня 1944 года в соборе Святого Дунстана в Шарлоттауне состоялось его рукоположение в епископы, которое совершил апостольский делегат Канады и Ньюфаундленда и титулярный архиепископ Синнады Фригийской Ильдебрандо Антониутти в сослужении с архиепископом Антигониша Джеймсом Мориссоном и епископом Сент-Джона Патриком Альбертом Бреем.
Весной 1954 года отправился в Рим для аудиенции «ad limina» с римским папой. По дороге заболел тяжёлой болезнью. Лечился в госпитале Святой Елизаветы в Лондоне. Скоропостижно скончался 4 июня 1954 года. Похоронен на католическом кладбище в Шарлоттауне.